# Mali (flod)
Mali  är en 320 km lång flod i norra Myanmar. Floden har sin källa i bergen nära gränsen till Tibet. Mali flyter söderut och när den flyter ihop med floden Nmai Hka så bildas floden Irrawaddy. Mali är delvis farbar.